# Christel Takigawa
Takigawa Lardux Christel Masami (滝川ラルドゥクリステル雅美 Takigawa Rarudu Kurisuteru Masami?), conocida como Christel Takigawa (滝川クリステル Takigawa Kurisuteru?) (París, 1 de octubre de 1977)  es una presentadora de noticias de televisión de Japón franco-japonesa.

## Biografía
Takigawa Lardux Christel Masami nació en París. Su madre es japonesa y su padre francés. Su familia se mudó a Japón cuando ella tenía tres años. Después de graduarse de la Escuela Secundaria Metropolitana de Tokio Aoyama, asistió a la Facultad de Literatura de la Universidad Aoyama Gakuin donde se licenció en literatura francesa.
Empezó a trabajar en televisión en el año 2000 desde que se graduó de la universidad, y comenzó su carrera como locutora de televisión utilizando inicialmente su nombre japonés, Masami Takigawa. Más tarde cambió a su nombre actual, Christel Takigawa. Aunque trabaja para Kyodo Television, aparece exclusivamente en los programas de Fuji Television.
Takigawa apareció como presentadora de noticias en el programa de televisión japonés FNN News Japan entre 2002 y septiembre de 2009, y apareció en Shin Hōdō Premier A, entre abril de 2007 y junio de 2008. 
Takigawa hizo una presentación ante el Comité Olímpico Internacional (COI) en Buenos Aires en 2013, en inglés y en francés, invitando al COI como embajadora de los Juegos Olímpicos y Paralímpicos de Tokio 2020.

## Vida personal
Takigawa anunció el 7 de agosto de 2019 que se había casado con el político Shinjiro Koizumi, el segundo hijo del ex primer ministro japonés Junichirō Koizumi y que esperaba un hijo.

## Premios y condecoraciones
- Caballeros de la Orden de las Artes y las Letras (Francia, 17 de enero de 2013)